# 纽埃足球协会
纽埃足球協會是專門管轄纽埃足球事務的組織。纽埃足球協會成立於1971年，並在1994年先後加入國際足協和大洋洲足協。